# Oktiabrski
Oktiabrski (biał. Акцябрскi, Akciabrski; daw. pol. Rudobiełka) – osiedle typu miejskiego na Białorusi, w obwodzie homelskim, siedziba administracyjna rejonu oktiabrskiego; 7,3 tys. mieszkańców (2010).
Znajdują się tu rzymskokatolicka parafia św. Michała Archanioła w Oktiabrskim oraz przystanek kolejowy Oktiabrski, położony na linii Bobrujsk - Rabkor.

## Historia
Rudobiełka (Karpiłówka) pojawia się w źródłach w połowie XV w. W Rzeczypospolitej Obojga Narodów należała do powiatu mozyrskiego, w województwie mińskim. Początkowo była to królewszczyzna, czasowo dzierżawiona Radziwiłłom, Wiśniowieckim i innym. W 1661 król Polski Jan II Kazimierz nadał wieś za zasługi pisarzowi polnemu litewskiemu Aleksandrowi Połubińskiemu. Później przeszła na własność Łappów. W 1770 wybudowano tu cerkiew unicką pw. Opieki NMP.
W wyniku II rozbioru Polski znalazła się w Rosji. W jej ramach od XIX w. leżała w guberni mińskiej, w powiecie bobrujskim, będąc siedzibą zarządu gminy. W 1874 dochodowe dobra Łappów zostały przymusowo sprzedane baronowi Lilienfeldowi. Słownik geograficzny Królestwa Polskiego z 1888 podaje, że we wsi istniały wówczas wspaniała rezydencja, szkółka wiejska, kaplica rzymskokatolicka, będąca filią parafii Choromce oraz cerkiew z 1770, przejęta do tego czasu przez Cerkiew prawosławną.
Po rewolucji październikowej powstał tu komitet rewolucyjny, który utworzył tzw. Republikę Rudobielską. Działał on w latach 1918-1920, pod okupacją niemiecką i administracją polską. W styczniu i w lutym 1918 z podległymi komitetowi oddziałami Czerwonej Gwardii walczył I Korpus Polski w Rosji gen. Józefa Dowbora-Muśnickiego. Po I wojnie światowej Rudobiełka znalazła się pod administracją polską, w Zarządzie Cywilnym Ziem Wschodnich, w okręgu mińskim, w powiecie bobrujskim. W wyniku traktatu ryskiego znalazła się w granicach Związku Sowieckiego. Od 1991 w niepodległej Białorusi.
Oktiabrski powstał w 1954 z połączenia wsi Rudobiełki, Rudnii i Karpiłówki, z których najznaczniejsza była Rudobiełka.